# Shënkoll
Shënkoll è una frazione del comune di Lezhë in Albania (prefettura di Lezhë).
Fino alla riforma amministrativa del 2015 era comune autonomo, dopo la riforma è stato accorpato, insieme agli ex-comuni di Balldren i Ri, Blinisht, Dajç, Kallmet, Kolsh, San Giovanni di Medua, Ungrej e Zejmen a costituire la municipalità di Alessio.

## Geografia fisica
Shënkoll si trova nel nord dell'Albania, nel comune di Alessio, situato nella zona costiera del mar Adriatico a nord del fiume Mat. Si tratta di 48,3 km di distanza dalla capitale Tirana e 35,1 km dall'aeroporto di Tirana

## Politica
L'amministratore locale è Lina Guri. Nella zona est passa la SH1, superstrada che collega la parte centrale con quella del nord dell'Albania. 
Nella frazione è presente una prigione.

## Società

### Evoluzione demografica
Nel censimento del 2019 conta 17.372 abitanti.

## Cultura
Shënkoll tradotto in italiano significa San Nicola.

## Sport
Shënkoll è la sede di una squadra di calcio: FK Shënkolli, che attualmente milita nella seconda categoria.

## Località
Il comune era formato dall'insieme delle seguenti località:
- Shenkoll
- Rrilë
- Tale 1
- Tale 2
- Barbullojë
- Grykë Lumi
- Gajush
- Alk